# Modernacris controversa
Modernacris controversa är en insektsart som beskrevs av Willemse, C. 1931. Modernacris controversa ingår i släktet Modernacris och familjen Pyrgomorphidae. Inga underarter finns listade i Catalogue of Life.